# Dwór w Świniarach Wielkich
Dwór w Świniarach Wielkich – dwór znajdujący się w Świniarach Wielkich w powiecie kluczborskim (województwo opolskie). 

## Historia
W drugiej połowie XVI wieku właścicielem wsi był Adam II Posadowski von Postelwitz (ur. 1560). Następnie wieś należała do Karola Wilhelma (1596-1674) starszego syna Adama II, a potem (od 1621) młodszego brata Abrahama Adama (zmarłego w 1643) i jego syna Abrahama (zmarłego w 1665). Kolejnymi posiadaczami lokalnych dóbr byli kuzyni Abrahama: Joachim Ernest oraz Kaspar Henryk von Posadowski. W 1662 wieś nabył Ernest von Posadowski (ur. 1640). W 1708 dobra kupił Jan Ernest Prittwitz und Gaffron. Dalsze losy dóbr nie są dobrze rozpoznane. 
Obecnie dwór jest własnością prywatną; został wpisany do gminnej ewidencji zabytków gminy Wołczyn.

## Architektura
Parterowy obiekt na rzucie prostokąta wzniesiono w stylu klasycystycznym w początku XIX wieku. Jest ceglany, kryty dachem mansardowym z naczółkami i był pierwotnie otynkowany. Podpiwniczenie jest wysokie. Fasada południowa jest dziewięcioosiowa i posiada nieco wysuniętą trzyosiową część centralną z tarasem i wejściem nad którym istnieje mansarda z attyką. Elewacja północna jest konstrukcyjnie zbliżona, ale mansardę zwieńcza tutaj trójkątny szczyt. Układ wewnętrzny jest dwutraktowy z centralnym salonem i sienią.
W 2022 obiekt pozostawał w remoncie i był pozbawiony tynków. Zwiedzanie nie jest możliwe.

## Park
Wokół dworu rośnie park krajobrazowy z XVIII/XIX wieku (1,95 lub 2,4 hektara).